# Авраменко Никифор Антонович
Ники́фор Анто́нович Авра́менко (*22 лютого 1893, Верхньодніпровськ —†21 вересня 1973, Ломжа) — сотник армії Української Народної Республіки, учасник бою під Крутами. Автор книги «Спомини запорожця».

## Життєпис
Никифор Авраменко народився 1893 року у місті Верхньодніпровськ Катеринославської губернії. У 1916 році закінчив Миколаївське інженерне училище. Брав участь у Першій світовій війні, був нагороджений відзнакою Святого Георгія IV ступеня. Останнє звання у російській армії — поручник.
З листопада 1917 року служив у військах Української Центральної Ради.
1917 року Никифор Авраменко викладав в одній із двох Житомирських шкіл прапорщиків, де навчався Данило Терпило (). Відтак сотник Авраменко можливо був його учителем.
З 9 лютого 1918 року — комендант штабу Окремого Запорізького загону (згодом — бригади та дивізії). З 17 листопада 1918 року — комендант штабу Лівобережного фронту під командуванням полковника Петра Болбочана.
З 22 січня 1919 року — комендант штабу Запорізького корпусу Дієвої армії УНР. Учасник Першого Зимового походу, згодом — старшина штабу 1-ї Запорізької дивізії Армії УНР. У серпні 1920 року у боях з червоноармійцями отримав поранення правої руки.
На еміграції жив у Польщі. Тривалий час мешкав у Познані. Помер у 1973 році. Похований на цвинтарі в Познані на Юникові [Архівовано 10 жовтня 2021 у Wayback Machine.]. Могила збереглася. Могила розташована у західному виступі цвинтаря (GPS: 52.387134, 16.82128) – поле 25, 11 ряд, 2 кватера, могила №2. Разом з Н. Авраменком поховані Роман та Юлія Авраменки. Дата поховання - 24.09.1973 р.
Автор книги — документального свідоцтва «Спомини запорожця».

## Вшанування пам'яті
21 липня 2013 року, у межах відзначення 120-ліття з дня народження та 40-ліття з дня смерті сотника Никифора Авраменка, у Верхньодніпровську відкрили пам'ятну дошку на будинку парафії Апостола Андрія Первозванного УПЦ КП по вулиці Дидишка, 2. Вшанувати бійця прибули не лише мешканці Верхньодніпровська, але й гості з Дніпропетровської, Кіровоградської, Запорізької, Київської, Черкаської областей, міста Києва та українці з Польщі. Галина Авраменко, рідна донька сотника, яка мешкає в Познані, передала до Верхньодніпровська землю з могили батька. Цю землю, на згадку про Авраменка, розсипали над клумбою з квітами, що на подвір'ї церкви.
Священник УПЦ КП о. Дмитро Гедз разом зі своєю громадою підготував концерт хористів, які співали народних та стрілецьких пісень. На згадку про загиблих бійців Армії УНР лунала молитва, мешканців та гостей міста запросили до поминального столу.
Вшанувати Никифора Авраменка не прибули представники місцевої влади, проігнорувавши запрошення організаторів. Натомість урочисту подію відвідали численні нащадки сотника із Запоріжжя та Кропивницького.
Меморіальну дошку встановлено коштом жертводавців Благодійного фонду «Героїка».
У місті Дніпро вулицю Ладозьку перейменували на вулицю Никифора Авраменка.

## Виноски
1. ↑  Архівована копія. Архів оригіналу за 10 травня 2008. Процитовано 21 жовтня 2010.{{cite web}}:  Обслуговування CS1: Сторінки з текстом «archived copy» як значення параметру title (посилання)
2. ↑  Парнікоза, Іван. Познань та Великопольща для українця. Частина 2. Боротьба за волю (Українська) . Архів оригіналу за 10 жовтня 2021.
3. ↑  Парнікоза, Іван. Цвинтар в Юникові в Познані – місце поховання старшини УНР – Никифора Авраменка (українська) . Архів оригіналу за 10 жовтня 2021. Процитовано 15.08.19.
4. ↑  На Січеславщині відкрили пам'ятні знаки воїнам Армії УНР. Архів оригіналу за 5 березня 2016. Процитовано 23 липня 2013.